# Anisotacrus spatiosus
Anisotacrus spatiosus är en stekelart som först beskrevs av Davis 1897.  Anisotacrus spatiosus ingår i släktet Anisotacrus och familjen brokparasitsteklar. Inga underarter finns listade i Catalogue of Life.